# Red Sky Performance
 (août 2024).
Red Sky Performance est une compagnie autochtone de danse, de théâtre et de musique à Toronto, Canada, fondée par Sandra Laronde en 2000,,.
L'organisation participe à deux compétitions artistiques aux Jeux olympiques (Pékin et Vancouver), Exposition universelle de 2010 à Shanghai, la Biennale de Venise, le Kennedy Center et Jacob's Pillow (en), entre autres. Elle reçoit 17 prix et nominations prix Dora et deux Indigenous Music Awards, entre autres distinctions.